# پیکسیو
پیکسیو (انگلیسی: Pixiv) یک انجمن آنلاین ژاپنی برای هنرمندان است که اولین بار در ۱۰ سپتامبر ۲۰۰۷ توسط تاکاهیرو کامیتانی و تاکانوری کاتاگیری به عنوان یک آزمایش بتا راه اندازی شد.